# Germaine Bernier-Boulanger
Germaine Bernier-Boulanger est une scientifique et illustratrice québécoise, née en 1909 et décédée en 1989.

## Biographie
Germaine Bernier-Boulanger est née le 5 mars 1909 à Saint-Hyacinthe. Elle est la fille d'Arthur Bernier, employé dans la manufacture d'orgues Casavant et d'Albertine Renaud.

### Études et recherches
Elle a obtenu sa licence en science naturelle en 1935 à l'Université de Montréal. Elle a également effectué un stage à l'École des beaux-arts de Montréal, pour perfectionner ses illustrations biologiques. Lors de ses études, elle obtient de nombreuses distinctions, notamment  la bourse d'études universitaires du journal Le Devoir en 1930,et une bourse provinciale sous la recommandation de l'Université de Montréal en 1945,. Cette bourse lui permet d'étudier au Laboratoire de Biologie Marine Woods Hole au Massachussets en embryologie et en zoologie des invertébérés,.

### Vulgarisation et enseignement
Au sein de l'insitut de botanique de Montréal elle travaille comme dessinatrice, technicienne, conservatrice de la collection de diapositives, correctrice d'épreuves et secrétaire. Elle y travaille notamment avec le Frère Marie-Victorin, le Dr Georges Préfontaine, Henri Prat et Vadim D. Vladykov.
Avec d'autres consœurs, comme Marcelle Gauvreau elle fait partie des premières communicatrices au sein de l'Acfas. L'apport particulier des femmes botanistes est noté par cette association :« Il est important de noter que, lors des premiers congrès, la majorité des communicatrices sont des botanistes, travaillant avec ou dans le sillage de Marie-Victorin à l’Institut de botanique de Montréal : Georgette Simard, Cécile Lanouette et Germaine Bernier sont de celles-ci. » Elle participe également à Radio-Collège, émission radiophonique éducative sur la chaîne francophone de Radio-Canada, en onde de 1941 à 1956.
Au sein de l'Université de Montréal, elle est démonstratrice aux travaux pratiques de 1935 à 1943. Elle exprime son insatisfaction quant à son avancement au sein de l'Université de Montréal le 20 mars 1943, dans une lettre au secrétaire de la faculté des sciences de l'époque, Georges Baril : « Puis-je mentionner ici que mes compagnons d’études et d’autres plus jeunes sont déjà chargés de cours. Il me semble que nous ne sommes plus au temps où la question du sexe soit une objection. »  Elle obtient par la suite des charges de cours, toujours à l'Université de Montréal, en dessin biologique (1943-1945) et en biologie (1943-1948) .    
Elle obtient un poste de professeur en 1948 au département de sciences naturelles de  l'Université de Montréal, mais démissionne peu de temps après, à cause de son salaire, inférieur à celui qu'elle recevait à la leçon, et à celui de ses collègues masculins. En 1949, elle se marie au critique d'art Rolland Boulanger. À partir de ce moment, elle se consacre principalement aux illustrations.

## Illustrations
Elle a illustré des ouvrages de Claude Melançon, Harry Bernard, Vadim D. Vladykov et différents tracts de la Bibliothèque des Jeunes Naturalistes.

### Liste des oeuvres illustrées
- Bernard, Harry, «Le petit arboriste», Granger, 1936.
- Bernard, Harry, «Le petit fleuriste», Granger, 1936.
- Bernard, Harry, «Le petit herboriste», Granger, 1936.
- Bernard, Harry, «Le petit jardinier», Granger, 1936.
- Bernier, Germaine, « Nos insectes », texte et illustrations de Germaine Bernier, La Revue Populaire, août 1941, pages 12 et 53.
- Melançon, Claude, «Les poissons de nos eaux», Granger, 1936.
- Melançon, Claude, «Inconnus et méconnus : amphibiens et reptiles de la province de Québec», Québec, Éditions de la Société zoologique de Québec, 1950.
- Préfontaine, Georges, « Le Saumon de l'Atlantique », illustrations de Germaine Bernier, Bibliothèque des Jeunes Naturalistes, Tract No 64, Montréal, Société canadienne d'histoire naturelle, 1er février 1939, 4 pages.

## Postérité
L'artiste visuelle Irene F. Whittome s'est inspirée des œuvres de Germaine Bernier-Boulanger lors de son exposition «Bio-fictions» présentée Musée national des beaux-arts du Québec (2000) et au Centre de l’image et de l’impression en Belgique (2002). Elle effectue un travail de transformation à partir des oeuvres de Bernier-Boulanger, qui est décrit ainsi dans le catalogue de l'exposition :
« L'extraordinaire séduction des [...] dessins [ de Bernier-Boulanger], entoilés puis tendus sur baguette de bois, repose à la fois sur leur minutie et leur patine émouvante. Si j'évoque le concept de trouvaille pour caractériser la première étape du travail de transformation et d'expérimentation qui suivra l'acquisition, c'est afin de distinguer cette appropriation d'autres gestes voisins comme le ready-made [...]»